# كبيري (مشيز بردسير)
کبيري (بالإنجليزية: Kabiri, Mashiz)‏ هي مستوطنة تقع في إيران في البلدة المركزية.